# أم باطنة (قرية)
قرية أم باطنة في سورية تقع في ريف القنيطرة في الجزء الخاضع للسيطرة السورية، والذي حرر بعد اتفاقية فض الاشتباك التي وقعت عام 1974 م بعد حرب تشرين. أم باطنة هي بلدية من بلديات محافظة القنيطرة. يقدر عدد سكانها بـ 3.000 نسمة. ويعمل سكانها في الزراعة وتربية الحيوانات وبعض الأعمال التجارية. وتشهد بعض النشاط بفضل قربها من مركز المحافظة الحالي مدينة خان أرنبة.
وقعت على أرض القرية وفي محيطها معارك عدة أثناء الحربين حرب 1967 وحرب 1973 بين الجيشين السوري والإسرائيلي.
وحسب الموسوعة الجغرافية للقطر العربي السوري : تتبع ناحية خان أرنبة، منطقة محافظة القنيطرة 324 نسمة وترتفع 788 م تقع في أرض بركانية منبسطة إلى الشرق من وادي الرقّاد بالقرب من نبع الشبرق على بعد 2 كم إلى الجنوب من بلدة خان أرنبة وتتبعها أربع مزارع هي : مزرعة كريم النايم، ومزرعة القبو، ومزرعة الرقاد الصغير، ومزرعة رسم الخوالد.